# Farah (nombre)

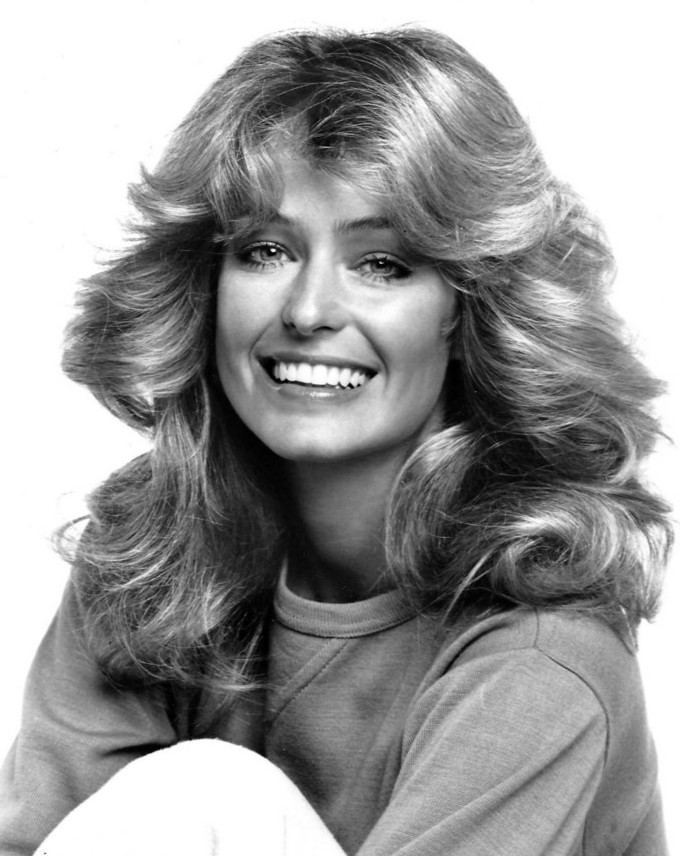
La actriz Farrah Fawcett en 1977.

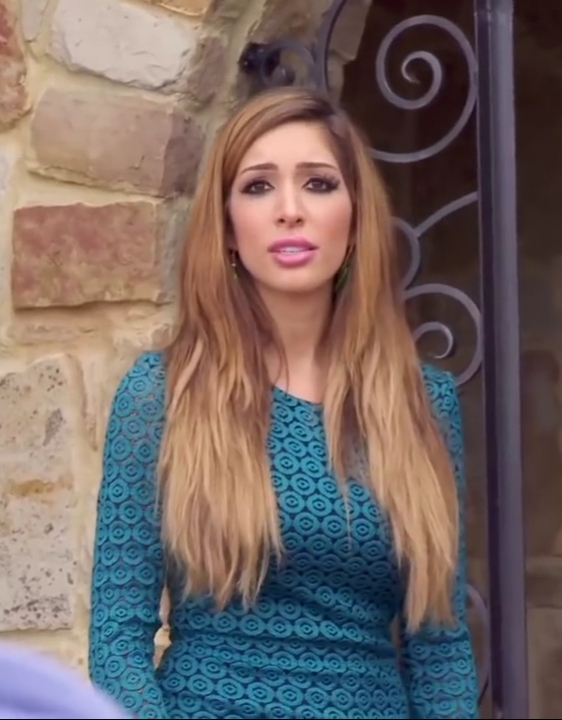
La personalidad de la telerrealidad Farrah Abraham.

Farah, o Farrah, es un nombre propio femenino en los idiomas árabe y persa, entre otros. Derivado del concepto de Khvarenah (resplandor divino, halo) en el zoroastrismo,[cita requerida] su popularidad ha aumentado en la anglosfera debido a la asociación con las celebridades estadounidenses Farrah Fawcett (1947–2009) y Farrah Abraham (nacida en 1991); el nombre Farrah estuvo entre los 1000 nombres más populares para niñas recién nacidas en los Estados Unidos en los períodos 1976-1980, 1987-1988, y nuevamente en 2010-2016.

## Árabe
Farah (árabe : فَرَح, faraḥ) es un nombre propio femenino en idioma árabe y, a veces, masculino, que significa "felicidad, alegría, regocijo, gozoso, alegría, regocijo".
El nombre se basa en la raíz árabe ف ر ح (fr-ḥ), las variantes de la raíz son:
- Faruh / Farouh (árabe : فَرُوح, farūḥ) - nombre masculino
- Farhat / Farhaat (árabe : فَرْحَات, farḥāt) - nombre masculino (pero la forma escrita es en plural femenino), la forma femenina a continuación es Farhah.
- Farhan/ Farhaan (árabe : فَرْحَان, farḥān) - nombre masculino
- Afrah/ Afraah (árabe : أَفْرَاح, afrāḥ) - nombre femenino en forma plural o superlativa
- Fariha/ Fareeha (árabe : فَرِيحَة, farīḥah) - nombre femenino
- Farhah (árabe : فَرْحَة, farḥah) - nombre femenino, la forma femenina de Farhaat arriba
- Farhah/ Faarhah (árabe : فَارْحَة, fārḥah) - forma neutral en cuanto al género, de uso poco común
- Farah/ Faarah (árabe : فَارَح, fāraḥ) - forma neutral en cuanto al género, de uso poco común

## Persa
Farah (árabe : فَرَح, faraḥ), tiene el mismo significado que en árabe.
Farrah / Khwarrah (Pahlavi : xwarrah) o Khvaraenah ( Avéstico : (Farah salman), xᵛarənah ), que en avéstico o pahlavi significa 'gloria'. El nombre-palabra avéstico o pahlavi utilizado en los textos o nombres zoroastrianos es completamente diferente del árabe.

## Personas con el nombre propio

### Farah
- Farah (actriz) (fl. 1984 ), actriz india
- Farah Zeynep Abdullah (nacida en 1989), actriz turca
- Farah Damji (nacida en 1966), criminal británica
- Farah Fath (nacida en 1984), actriz estadounidense
- Farah Guled (fallecida en 1845), tercer gran sultán del clan Isaaq
- Farah Hussein (nacida en 2001), gimnasta egipcia
- Farah Ali Jama, economista y política somalí
- Farah Jacquet (nacida en 1985), política belga
- Farah Khan (nacida en 1965), coreógrafa y directora india
- Farah Mendlesohn (nacida en 1968), académica británica
- Farah Nur (1862-1932), guerrera y poeta del clan Isaaq
- Farah Pahlavi (nacida en 1938), emperatriz consorte iraní
- Farah Shah (nacida en 1972), actriz y presentadora paquistaní

### Farrah
- Farrah Abraham (nacida en 1991), personalidad de la televisión estadounidense
- Farrah Fawcett (1947-2009), actriz estadounidense
- Farrah Franklin (nacida en 1981), cantante estadounidense
- Farrah Forke (nacida en 1968), actriz estadounidense
- Farrah Hall (nacida en 1981), regatista deportiva estadounidense
- Farrah Moan (nacida en 1993), drag queen y artista estadounidense
- Farrah Yousef (nacida en 1989), cantante siria

## Personas con el apellido

### Farah
- Abdulrahim Abby Farah (1919-2018), diplomático y político somalí
- Caesar E. Farah (1929-2009), académico e historiador estadounidense
- Cynthia Farah (nacida en 1949), escritora y fotógrafa estadounidense
- Elias Farah (1928-2013), escritor y pensador sirio
- Hassan Abshir Farah (1945-2020), político somalí
- Joseph Farah (nacido en 1954), periodista y escritor estadounidense
- Kenza Farah (nacida en 1986), cantante franco-argelina
- Martha Farah (nacida en 1955), psicóloga estadounidense
- Mo Farah (nacido en 1983), atleta de pista y campo somalí-británico
- Nuruddin Farah (nacido en 1945), escritor somalí
- Robbie Farah (nacido en 1984), futbolista de la liga de rugby australiana
- Robert Farah (tenis) (nacido en 1987), tenista colombiano

### Farrah
- Abd'Elkader Farrah (1926-2005), pintor y escenógrafo argelino
- Georges Farrah (nacido en 1957), político canadiense
- John Farrah (1849-1907), tendero, confitero, biólogo y meteorólogo británico
- Pat Farrah, ejecutiva minorista estadounidense
- Saleh Ali Farrah, político tanzano
- Shamek Farrah (fl. 1972 ), saxofonista estadounidense

## Personajes de ficción
- Farah, un personaje de la serie de televisión estadounidense Sleeper Cell, interpretado por Sarah Shahi
- Farah Black, un personaje de la serie de televisión estadounidense Dirk Gently's Holistic Detective Agency, interpretada por Jade Eshete
- Farah, un personaje de la serie de videojuegos Prince of Persia
- Farah Oersted, un personaje del videojuego Tales of Eternia
- Fareeha Amari, conocida como Pharah, un personaje del videojuego Overwatch
- Farah Karim, personaje del videojuego Call of Duty: Modern Warfare (2019), interpretado por Claudia Doumit
- Amy Farrah Fowler, personaje de la serie de televisión estadounidense The Big Bang Theory, interpretada por Mayim Bialik
- Farah Dowling, un personaje de la serie de reinicio de Netflix Fate: The Winx Saga y obras relacionadas, interpretada por Eve Best